# 里德內 (赫爾松州)
里德内（烏克蘭語：Рідне），是烏克蘭南部赫爾松州赫尔松区维诺赫拉多韦市镇内的村落。始建於1912年，面積5.83平方公里，海拔高度15米，2001年人口96，人口密度每平方公里16.5人。